# Cariais
Os Cariais foram um grupo indígena que teria habitado o território entre os rios Branco, no estado brasileiro de Roraima, e os rios Negro e Araçá, no estado do Amazonas.